# BinckBank Tour 2017
La 13.ª edición del BinckBank Tour (anteriormente conocido como Eneco Tour) se disputó entre el 7 y el 13 de agosto de 2017. Inició en Breda (Países Bajos) y finalizó en Geraardsbergen (Bélgica), contando con un recorrido de 1080,3 kilómetros distribuidos en 7 etapas.
La carrera formó parte del UCI WorldTour 2017, siendo la vigésima novena competición del calendario de máxima categoría mundial.
La carrera fue ganada por el corredor holandés Tom Dumoulin del equipo Team Sunweb, en segundo lugar Tim Wellens (Lotto Soudal) y en tercer lugar Jasper Stuyven (Trek-Segafredo).

## Equipos participantes
Tomaron parte en la carrera 22 equipos: 18 de categoría UCI WorldTour 2017 invitados por la organización; 4 de categoría Profesional Continental. Formando así un pelotón de 176 ciclistas de los que acabaron 125. Los equipos participantes fueron:
| WorldTeams (18)- AG2R La Mondiale - Astana - Bahrain-Merida - BMC Racing Team - Cannondale-Drapac - FDJ - Bora-Hansgrohe - Team Sunweb - Trek-Segafredo - Lotto-Soudal - Lotto NL-Jumbo - Quick-Step Floors - Movistar Team - UAE Team Emirates - Dimension Data - Katusha-Alpecin - Sky - Orica-Scott Equipos continentales profesionales (4)- Wanty-Groupe Gobert - Sport Vlaanderen-Baloise - Roompot-Nederlandse Loterij - Verandas Willems-Crelan |
| |

## Recorrido
| Etapa     | Fecha     | Recorrido                       | type                    | Distancia (km) | Ganador        | Líder        |
| --------- | --------- | ------------------------------- | ----------------------- | -------------- | -------------- | ------------ |
| 1.ª etapa | 7 de ago  | Breda – Venray                  | etapa llana             | 169,8          | Peter Sagan    | Peter Sagan  |
| 2.ª etapa | 8 de ago  | Voorburg – Voorburg             | contrarreloj individual | 9              | Stefan Küng    | Stefan Küng  |
| 3.ª etapa | 9 de ago  | Blankenberge – Ardooie          | etapa llana             | 185            | Peter Sagan    | Stefan Küng  |
| 4.ª etapa | 10 de ago | Lanaken – Lanaken               | etapa llana             | 154,2          | Edward Theuns  | Stefan Küng  |
| 5.ª etapa | 11 de ago | Sittard-Geleen – Sittard-Geleen | etapa escarpada         | 167,3          | Lars Boom      | Lars Boom    |
| 6.ª etapa | 12 de ago | Riemst – Houffalize             | etapa escarpada         | 203,7          | Tim Wellens    | Tom Dumoulin |
| 7.ª etapa | 13 de ago | Essen – Geraardsbergen          | etapa escarpada         | 191,3          | Jasper Stuyven | Tom Dumoulin |

## Desarrollo de la carrera

### Etapa 1
| \| Clasificación de la etapa \| Clasificación de la etapa \| Clasificación de la etapa \| Clasificación de la etapa \| Clasificación de la etapa \| \| Ciclista \| Ciclista \| Equipo \| Tiempo \| \| \| ------------------------- \| ------------------------- \| ------------------------- \| ------------------------- \| ------------------------- \| \| 1.º \| Peter Sagan \| Bora-Hansgrohe \| 3 h 50 min 09 s \| \| \| 2.º \| Phil Bauhaus \| Team Sunweb \| + 0 s \| \| \| 3.º \| Magnus Cort \| Orica-Scott \| + 0 s \| \| \| 4.º \| Dylan Groenewegen \| LottoNL-Jumbo \| + 0 s \| \| \| 5.º \| Boy van Poppel \| Trek-Segafredo \| + 0 s \| \| \| 6.º \| Rick Zabel \| Katusha-Alpecin \| + 0 s \| \| \| 7.º \| Wouter Wippert \| Cannondale-Drapac \| + 0 s \| \| \| 8.º \| Jonas Rickaert \| Sport Vlaanderen-Baloise \| + 0 s \| \| \| 9.º \| André Greipel \| Lotto-Soudal \| + 0 s \| \| \| 10.º \| Edward Planckaert \| Sport Vlaanderen-Baloise \| + 0 s \| \| |                   |                          |                 |
| |                   |                          |                 |
| Fuente: ProCyclingStats |                   |                          |                 |
| Clasificación de la etapa |                   |                          |                 |
| Ciclista | Ciclista          | Equipo                   | Tiempo          |
| 1.º | Peter Sagan       | Bora-Hansgrohe           | 3 h 50 min 09 s |
| 2.º | Phil Bauhaus      | Team Sunweb              | + 0 s           |
| 3.º | Magnus Cort       | Orica-Scott              | + 0 s           |
| 4.º | Dylan Groenewegen | LottoNL-Jumbo            | + 0 s           |
| 5.º | Boy van Poppel    | Trek-Segafredo           | + 0 s           |
| 6.º | Rick Zabel        | Katusha-Alpecin          | + 0 s           |
| 7.º | Wouter Wippert    | Cannondale-Drapac        | + 0 s           |
| 8.º | Jonas Rickaert    | Sport Vlaanderen-Baloise | + 0 s           |
| 9.º | André Greipel     | Lotto-Soudal             | + 0 s           |
| 10.º | Edward Planckaert | Sport Vlaanderen-Baloise | + 0 s           |

| \| Clasificación general \| Clasificación general \| Clasificación general \| Clasificación general \| Clasificación general \| \| Ciclista \| Ciclista \| Equipo \| Tiempo \| \| \| --------------------- \| --------------------- \| --------------------------- \| --------------------- \| --------------------- \| \| 1.º \| Peter Sagan \| Bora-Hansgrohe \| 3 h 59 min 59 s \| \| \| 2.º \| Laurens de Vreese \| Astana \| + 1 s \| \| \| 3.º \| Phil Bauhaus \| Team Sunweb \| + 4 s \| \| \| 4.º \| Elmar Reinders \| Roompot-Nederlandse Loterij \| + 5 s \| \| \| 5.º \| Magnus Cort \| Orica-Scott \| + 6 s \| \| \| 6.º \| Mark McNally \| Wanty-Groupe Gobert \| + 6 s \| \| \| 7.º \| Dylan Groenewegen \| LottoNL-Jumbo \| + 10 s \| \| \| 8.º \| Boy van Poppel \| Trek-Segafredo \| + 10 s \| \| \| 9.º \| Rick Zabel \| Katusha-Alpecin \| + 10 s \| \| \| 10.º \| Wouter Wippert \| Cannondale-Drapac \| + 10 s \| \| |                   |                             |                 |
| |                   |                             |                 |
| Fuente: ProCyclingStats |                   |                             |                 |
| Clasificación general |                   |                             |                 |
| Ciclista | Ciclista          | Equipo                      | Tiempo          |
| 1.º | Peter Sagan       | Bora-Hansgrohe              | 3 h 59 min 59 s |
| 2.º | Laurens de Vreese | Astana                      | + 1 s           |
| 3.º | Phil Bauhaus      | Team Sunweb                 | + 4 s           |
| 4.º | Elmar Reinders    | Roompot-Nederlandse Loterij | + 5 s           |
| 5.º | Magnus Cort       | Orica-Scott                 | + 6 s           |
| 6.º | Mark McNally      | Wanty-Groupe Gobert         | + 6 s           |
| 7.º | Dylan Groenewegen | LottoNL-Jumbo               | + 10 s          |
| 8.º | Boy van Poppel    | Trek-Segafredo              | + 10 s          |
| 9.º | Rick Zabel        | Katusha-Alpecin             | + 10 s          |
| 10.º | Wouter Wippert    | Cannondale-Drapac           | + 10 s          |

### Etapa 2
| \| Clasificación de la etapa \| Clasificación de la etapa \| Clasificación de la etapa \| Clasificación de la etapa \| Clasificación de la etapa \| \| Ciclista \| Ciclista \| Equipo \| Tiempo \| \| \| ------------------------- \| ------------------------- \| ------------------------- \| ------------------------- \| ------------------------- \| \| 1.º \| Stefan Küng \| BMC Racing Team \| 10 min 58 s \| \| \| 2.º \| Maciej Bodnar \| Bora-Hansgrohe \| + 4 s \| \| \| 3.º \| Tom Dumoulin \| Team Sunweb \| + 5 s \| \| \| 4.º \| Søren Kragh Andersen \| Team Sunweb \| + 8 s \| \| \| 5.º \| Lars Boom \| LottoNL-Jumbo \| + 10 s \| \| \| 6.º \| Yves Lampaert \| Quick-Step Floors \| + 12 s \| \| \| 7.º \| Matthias Brändle \| Trek-Segafredo \| + 14 s \| \| \| 8.º \| Miles Scotson \| BMC Racing Team \| + 15 s \| \| \| 9.º \| Tim Wellens \| Lotto-Soudal \| + 17 s \| \| \| 10.º \| Jos van Emden \| LottoNL-Jumbo \| + 17 s \| \| |                      |                   |             |
| |                      |                   |             |
| Fuente: ProCyclingStats |                      |                   |             |
| Clasificación de la etapa |                      |                   |             |
| Ciclista | Ciclista             | Equipo            | Tiempo      |
| 1.º | Stefan Küng          | BMC Racing Team   | 10 min 58 s |
| 2.º | Maciej Bodnar        | Bora-Hansgrohe    | + 4 s       |
| 3.º | Tom Dumoulin         | Team Sunweb       | + 5 s       |
| 4.º | Søren Kragh Andersen | Team Sunweb       | + 8 s       |
| 5.º | Lars Boom            | LottoNL-Jumbo     | + 10 s      |
| 6.º | Yves Lampaert        | Quick-Step Floors | + 12 s      |
| 7.º | Matthias Brändle     | Trek-Segafredo    | + 14 s      |
| 8.º | Miles Scotson        | BMC Racing Team   | + 15 s      |
| 9.º | Tim Wellens          | Lotto-Soudal      | + 17 s      |
| 10.º | Jos van Emden        | LottoNL-Jumbo     | + 17 s      |

| \| Clasificación general \| Clasificación general \| Clasificación general \| Clasificación general \| Clasificación general \| \| Ciclista \| Ciclista \| Equipo \| Tiempo \| \| \| --------------------- \| --------------------- \| --------------------- \| --------------------- \| --------------------- \| \| 1.º \| Stefan Küng \| BMC Racing Team \| 4 h 01 min 07 s \| \| \| 2.º \| Maciej Bodnar \| Bora-Hansgrohe \| + 4 s \| \| \| 3.º \| Tom Dumoulin \| Team Sunweb \| + 5 s \| \| \| 4.º \| Søren Kragh Andersen \| Team Sunweb \| + 8 s \| \| \| 5.º \| Lars Boom \| LottoNL-Jumbo \| + 10 s \| \| \| 6.º \| Yves Lampaert \| Quick-Step Floors \| + 12 s \| \| \| 7.º \| Matthias Brändle \| Trek-Segafredo \| + 14 s \| \| \| 8.º \| Peter Sagan \| Bora-Hansgrohe \| + 15 s \| \| \| 9.º \| Miles Scotson \| BMC Racing Team \| + 15 s \| \| \| 10.º \| Tim Wellens \| Lotto-Soudal \| + 17 s \| \| |                      |                   |                 |
| |                      |                   |                 |
| Fuente: ProCyclingStats |                      |                   |                 |
| Clasificación general |                      |                   |                 |
| Ciclista | Ciclista             | Equipo            | Tiempo          |
| 1.º | Stefan Küng          | BMC Racing Team   | 4 h 01 min 07 s |
| 2.º | Maciej Bodnar        | Bora-Hansgrohe    | + 4 s           |
| 3.º | Tom Dumoulin         | Team Sunweb       | + 5 s           |
| 4.º | Søren Kragh Andersen | Team Sunweb       | + 8 s           |
| 5.º | Lars Boom            | LottoNL-Jumbo     | + 10 s          |
| 6.º | Yves Lampaert        | Quick-Step Floors | + 12 s          |
| 7.º | Matthias Brändle     | Trek-Segafredo    | + 14 s          |
| 8.º | Peter Sagan          | Bora-Hansgrohe    | + 15 s          |
| 9.º | Miles Scotson        | BMC Racing Team   | + 15 s          |
| 10.º | Tim Wellens          | Lotto-Soudal      | + 17 s          |

### Etapa 3
| \| Clasificación de la etapa \| Clasificación de la etapa \| Clasificación de la etapa \| Clasificación de la etapa \| Clasificación de la etapa \| \| Ciclista \| Ciclista \| Equipo \| Tiempo \| \| \| ------------------------- \| ------------------------- \| ------------------------- \| ------------------------- \| ------------------------- \| \| 1.º \| Peter Sagan \| Bora-Hansgrohe \| 4 h 14 min 02 s \| \| \| 2.º \| Edward Theuns \| Trek-Segafredo \| + 0 s \| \| \| 3.º \| Rudy Barbier \| AG2R La Mondiale \| + 0 s \| \| \| 4.º \| Dylan Groenewegen \| LottoNL-Jumbo \| + 0 s \| \| \| 5.º \| Loïc Vliegen \| BMC Racing Team \| + 0 s \| \| \| 6.º \| Magnus Cort \| Orica-Scott \| + 0 s \| \| \| 7.º \| Jonas Rickaert \| Sport Vlaanderen-Baloise \| + 0 s \| \| \| 8.º \| Simone Consonni \| UAE Team Emirates \| + 0 s \| \| \| 9.º \| Bert Van Lerberghe \| Sport Vlaanderen-Baloise \| + 0 s \| \| \| 10.º \| Phil Bauhaus \| Team Sunweb \| + 0 s \| \| |                    |                          |                 |
| |                    |                          |                 |
| Fuente: ProCyclingStats |                    |                          |                 |
| Clasificación de la etapa |                    |                          |                 |
| Ciclista | Ciclista           | Equipo                   | Tiempo          |
| 1.º | Peter Sagan        | Bora-Hansgrohe           | 4 h 14 min 02 s |
| 2.º | Edward Theuns      | Trek-Segafredo           | + 0 s           |
| 3.º | Rudy Barbier       | AG2R La Mondiale         | + 0 s           |
| 4.º | Dylan Groenewegen  | LottoNL-Jumbo            | + 0 s           |
| 5.º | Loïc Vliegen       | BMC Racing Team          | + 0 s           |
| 6.º | Magnus Cort        | Orica-Scott              | + 0 s           |
| 7.º | Jonas Rickaert     | Sport Vlaanderen-Baloise | + 0 s           |
| 8.º | Simone Consonni    | UAE Team Emirates        | + 0 s           |
| 9.º | Bert Van Lerberghe | Sport Vlaanderen-Baloise | + 0 s           |
| 10.º | Phil Bauhaus       | Team Sunweb              | + 0 s           |

| \| Clasificación general \| Clasificación general \| Clasificación general \| Clasificación general \| Clasificación general \| \| Ciclista \| Ciclista \| Equipo \| Tiempo \| \| \| --------------------- \| --------------------- \| --------------------- \| --------------------- \| --------------------- \| \| 1.º \| Stefan Küng \| BMC Racing Team \| 8 h 15 min 08 s \| \| \| 2.º \| Maciej Bodnar \| Bora-Hansgrohe \| + 4 s \| \| \| 3.º \| Tom Dumoulin \| Team Sunweb \| + 5 s \| \| \| 4.º \| Peter Sagan \| Bora-Hansgrohe \| + 5 s \| \| \| 5.º \| Søren Kragh Andersen \| Team Sunweb \| + 8 s \| \| \| 6.º \| Lars Boom \| LottoNL-Jumbo \| + 10 s \| \| \| 7.º \| Yves Lampaert \| Quick-Step Floors \| + 12 s \| \| \| 8.º \| Matthias Brändle \| Trek-Segafredo \| + 14 s \| \| \| 9.º \| Miles Scotson \| BMC Racing Team \| + 15 s \| \| \| 10.º \| Tim Wellens \| Lotto-Soudal \| + 17 s \| \| |                      |                   |                 |
| |                      |                   |                 |
| Fuente: ProCyclingStats |                      |                   |                 |
| Clasificación general |                      |                   |                 |
| Ciclista | Ciclista             | Equipo            | Tiempo          |
| 1.º | Stefan Küng          | BMC Racing Team   | 8 h 15 min 08 s |
| 2.º | Maciej Bodnar        | Bora-Hansgrohe    | + 4 s           |
| 3.º | Tom Dumoulin         | Team Sunweb       | + 5 s           |
| 4.º | Peter Sagan          | Bora-Hansgrohe    | + 5 s           |
| 5.º | Søren Kragh Andersen | Team Sunweb       | + 8 s           |
| 6.º | Lars Boom            | LottoNL-Jumbo     | + 10 s          |
| 7.º | Yves Lampaert        | Quick-Step Floors | + 12 s          |
| 8.º | Matthias Brändle     | Trek-Segafredo    | + 14 s          |
| 9.º | Miles Scotson        | BMC Racing Team   | + 15 s          |
| 10.º | Tim Wellens          | Lotto-Soudal      | + 17 s          |

### Etapa 4
| \| Clasificación de la etapa \| Clasificación de la etapa \| Clasificación de la etapa \| Clasificación de la etapa \| Clasificación de la etapa \| \| Ciclista \| Ciclista \| Equipo \| Tiempo \| \| \| ------------------------- \| ------------------------- \| ------------------------- \| ------------------------- \| ------------------------- \| \| 1.º \| Edward Theuns \| Trek-Segafredo \| 3 h 24 min 23 s \| \| \| 2.º \| Marko Kump \| UAE Team Emirates \| + 0 s \| \| \| 3.º \| Tim Merlier \| Verandas Willems-Crelan \| + 0 s \| \| \| 4.º \| Peter Sagan \| Bora-Hansgrohe \| + 0 s \| \| \| 5.º \| Dylan Groenewegen \| LottoNL-Jumbo \| + 0 s \| \| \| 6.º \| Danny van Poppel \| Team Sky \| + 0 s \| \| \| 7.º \| Magnus Cort \| Orica-Scott \| + 0 s \| \| \| 8.º \| Marc Sarreau \| FDJ \| + 0 s \| \| \| 9.º \| Phil Bauhaus \| Team Sunweb \| + 0 s \| \| \| 10.º \| Sep Vanmarcke \| Cannondale-Drapac \| + 0 s \| \| |                   |                         |                 |
| |                   |                         |                 |
| Fuente: ProCyclingStats |                   |                         |                 |
| Clasificación de la etapa |                   |                         |                 |
| Ciclista | Ciclista          | Equipo                  | Tiempo          |
| 1.º | Edward Theuns     | Trek-Segafredo          | 3 h 24 min 23 s |
| 2.º | Marko Kump        | UAE Team Emirates       | + 0 s           |
| 3.º | Tim Merlier       | Verandas Willems-Crelan | + 0 s           |
| 4.º | Peter Sagan       | Bora-Hansgrohe          | + 0 s           |
| 5.º | Dylan Groenewegen | LottoNL-Jumbo           | + 0 s           |
| 6.º | Danny van Poppel  | Team Sky                | + 0 s           |
| 7.º | Magnus Cort       | Orica-Scott             | + 0 s           |
| 8.º | Marc Sarreau      | FDJ                     | + 0 s           |
| 9.º | Phil Bauhaus      | Team Sunweb             | + 0 s           |
| 10.º | Sep Vanmarcke     | Cannondale-Drapac       | + 0 s           |

| \| Clasificación general \| Clasificación general \| Clasificación general \| Clasificación general \| Clasificación general \| \| Ciclista \| Ciclista \| Equipo \| Tiempo \| \| \| --------------------- \| --------------------- \| --------------------- \| --------------------- \| --------------------- \| \| 1.º \| Stefan Küng \| BMC Racing Team \| 11 h 39 min 31 s \| \| \| 2.º \| Maciej Bodnar \| Bora-Hansgrohe \| + 4 s \| \| \| 3.º \| Tom Dumoulin \| Team Sunweb \| + 5 s \| \| \| 4.º \| Peter Sagan \| Bora-Hansgrohe \| + 5 s \| \| \| 5.º \| Søren Kragh Andersen \| Team Sunweb \| + 8 s \| \| \| 6.º \| Lars Boom \| LottoNL-Jumbo \| + 10 s \| \| \| 7.º \| Yves Lampaert \| Quick-Step Floors \| + 12 s \| \| \| 8.º \| Matthias Brändle \| Trek-Segafredo \| + 14 s \| \| \| 9.º \| Edward Theuns \| Trek-Segafredo \| + 17 s \| \| \| 10.º \| Tim Wellens \| Lotto-Soudal \| + 17 s \| \| |                      |                   |                  |
| |                      |                   |                  |
| Fuente: ProCyclingStats |                      |                   |                  |
| Clasificación general |                      |                   |                  |
| Ciclista | Ciclista             | Equipo            | Tiempo           |
| 1.º | Stefan Küng          | BMC Racing Team   | 11 h 39 min 31 s |
| 2.º | Maciej Bodnar        | Bora-Hansgrohe    | + 4 s            |
| 3.º | Tom Dumoulin         | Team Sunweb       | + 5 s            |
| 4.º | Peter Sagan          | Bora-Hansgrohe    | + 5 s            |
| 5.º | Søren Kragh Andersen | Team Sunweb       | + 8 s            |
| 6.º | Lars Boom            | LottoNL-Jumbo     | + 10 s           |
| 7.º | Yves Lampaert        | Quick-Step Floors | + 12 s           |
| 8.º | Matthias Brändle     | Trek-Segafredo    | + 14 s           |
| 9.º | Edward Theuns        | Trek-Segafredo    | + 17 s           |
| 10.º | Tim Wellens          | Lotto-Soudal      | + 17 s           |

### Etapa 5
| \| Clasificación de la etapa \| Clasificación de la etapa \| Clasificación de la etapa \| Clasificación de la etapa \| Clasificación de la etapa \| \| Ciclista \| Ciclista \| Equipo \| Tiempo \| \| \| ------------------------- \| ------------------------- \| ------------------------- \| ------------------------- \| ------------------------- \| \| 1.º \| Lars Boom \| LottoNL-Jumbo \| 3 h 43 min 46 s \| \| \| 2.º \| Peter Sagan \| Bora-Hansgrohe \| + 3 s \| \| \| 3.º \| Greg Van Avermaet \| BMC Racing Team \| + 3 s \| \| \| 4.º \| Oliver Naesen \| AG2R La Mondiale \| + 3 s \| \| \| 5.º \| Jasper Stuyven \| Trek-Segafredo \| + 3 s \| \| \| 6.º \| Philippe Gilbert \| Quick-Step Floors \| + 3 s \| \| \| 7.º \| Sep Vanmarcke \| Cannondale-Drapac \| + 3 s \| \| \| 8.º \| Tim Wellens \| Lotto-Soudal \| + 3 s \| \| \| 9.º \| Danny van Poppel \| Team Sky \| + 3 s \| \| \| 10.º \| Jasha Sütterlin \| Movistar Team \| + 3 s \| \| |                   |                   |                 |
| |                   |                   |                 |
| Fuente: ProCyclingStats |                   |                   |                 |
| Clasificación de la etapa |                   |                   |                 |
| Ciclista | Ciclista          | Equipo            | Tiempo          |
| 1.º | Lars Boom         | LottoNL-Jumbo     | 3 h 43 min 46 s |
| 2.º | Peter Sagan       | Bora-Hansgrohe    | + 3 s           |
| 3.º | Greg Van Avermaet | BMC Racing Team   | + 3 s           |
| 4.º | Oliver Naesen     | AG2R La Mondiale  | + 3 s           |
| 5.º | Jasper Stuyven    | Trek-Segafredo    | + 3 s           |
| 6.º | Philippe Gilbert  | Quick-Step Floors | + 3 s           |
| 7.º | Sep Vanmarcke     | Cannondale-Drapac | + 3 s           |
| 8.º | Tim Wellens       | Lotto-Soudal      | + 3 s           |
| 9.º | Danny van Poppel  | Team Sky          | + 3 s           |
| 10.º | Jasha Sütterlin   | Movistar Team     | + 3 s           |

| \| Clasificación general \| Clasificación general \| Clasificación general \| Clasificación general \| Clasificación general \| \| Ciclista \| Ciclista \| Equipo \| Tiempo \| \| \| --------------------- \| --------------------- \| --------------------- \| --------------------- \| --------------------- \| \| 1.º \| Lars Boom \| LottoNL-Jumbo \| 15 h 23 min 17 s \| \| \| 2.º \| Peter Sagan \| Bora-Hansgrohe \| + 2 s \| \| \| 3.º \| Tom Dumoulin \| Team Sunweb \| + 8 s \| \| \| 4.º \| Tim Wellens \| Lotto-Soudal \| + 19 s \| \| \| 5.º \| Jasha Sütterlin \| Movistar Team \| + 27 s \| \| \| 6.º \| Greg Van Avermaet \| BMC Racing Team \| + 27 s \| \| \| 7.º \| Philippe Gilbert \| Quick-Step Floors \| + 29 s \| \| \| 8.º \| Petr Vakoč \| Quick-Step Floors \| + 32 s \| \| \| 9.º \| Jens Keukeleire \| Orica-Scott \| + 35 s \| \| \| 10.º \| Jasper Stuyven \| Trek-Segafredo \| + 36 s \| \| |                   |                   |                  |
| |                   |                   |                  |
| Fuente: ProCyclingStats |                   |                   |                  |
| Clasificación general |                   |                   |                  |
| Ciclista | Ciclista          | Equipo            | Tiempo           |
| 1.º | Lars Boom         | LottoNL-Jumbo     | 15 h 23 min 17 s |
| 2.º | Peter Sagan       | Bora-Hansgrohe    | + 2 s            |
| 3.º | Tom Dumoulin      | Team Sunweb       | + 8 s            |
| 4.º | Tim Wellens       | Lotto-Soudal      | + 19 s           |
| 5.º | Jasha Sütterlin   | Movistar Team     | + 27 s           |
| 6.º | Greg Van Avermaet | BMC Racing Team   | + 27 s           |
| 7.º | Philippe Gilbert  | Quick-Step Floors | + 29 s           |
| 8.º | Petr Vakoč        | Quick-Step Floors | + 32 s           |
| 9.º | Jens Keukeleire   | Orica-Scott       | + 35 s           |
| 10.º | Jasper Stuyven    | Trek-Segafredo    | + 36 s           |

### Etapa 6
| \| Clasificación de la etapa \| Clasificación de la etapa \| Clasificación de la etapa \| Clasificación de la etapa \| Clasificación de la etapa \| \| Ciclista \| Ciclista \| Equipo \| Tiempo \| \| \| ------------------------- \| ------------------------- \| ------------------------- \| ------------------------- \| ------------------------- \| \| 1.º \| Tim Wellens \| Lotto-Soudal \| 5 h 04 min 36 s \| \| \| 2.º \| Tom Dumoulin \| Team Sunweb \| + 0 s \| \| \| 3.º \| Jasper Stuyven \| Trek-Segafredo \| + 17 s \| \| \| 4.º \| Greg Van Avermaet \| BMC Racing Team \| + 17 s \| \| \| 5.º \| Tiesj Benoot \| Lotto-Soudal \| + 17 s \| \| \| 6.º \| Michael Valgren \| Astana \| + 20 s \| \| \| 7.º \| Oliver Naesen \| AG2R La Mondiale \| + 20 s \| \| \| 8.º \| Nils Politt \| Katusha-Alpecin \| + 1 min 42 s \| \| \| 9.º \| Sep Vanmarcke \| Cannondale-Drapac \| + 1 min 42 s \| \| \| 10.º \| Dion Smith \| Wanty-Groupe Gobert \| + 1 min 42 s \| \| |                   |                     |                 |
| |                   |                     |                 |
| Fuente: ProCyclingStats |                   |                     |                 |
| Clasificación de la etapa |                   |                     |                 |
| Ciclista | Ciclista          | Equipo              | Tiempo          |
| 1.º | Tim Wellens       | Lotto-Soudal        | 5 h 04 min 36 s |
| 2.º | Tom Dumoulin      | Team Sunweb         | + 0 s           |
| 3.º | Jasper Stuyven    | Trek-Segafredo      | + 17 s          |
| 4.º | Greg Van Avermaet | BMC Racing Team     | + 17 s          |
| 5.º | Tiesj Benoot      | Lotto-Soudal        | + 17 s          |
| 6.º | Michael Valgren   | Astana              | + 20 s          |
| 7.º | Oliver Naesen     | AG2R La Mondiale    | + 20 s          |
| 8.º | Nils Politt       | Katusha-Alpecin     | + 1 min 42 s    |
| 9.º | Sep Vanmarcke     | Cannondale-Drapac   | + 1 min 42 s    |
| 10.º | Dion Smith        | Wanty-Groupe Gobert | + 1 min 42 s    |

| \| Clasificación general \| Clasificación general \| Clasificación general \| Clasificación general \| Clasificación general \| \| Ciclista \| Ciclista \| Equipo \| Tiempo \| \| \| --------------------- \| --------------------- \| --------------------- \| --------------------- \| --------------------- \| \| 1.º \| Tom Dumoulin \| Team Sunweb \| 20 h 27 min 49 s \| \| \| 2.º \| Tim Wellens \| Lotto-Soudal \| + 4 s \| \| \| 3.º \| Greg Van Avermaet \| BMC Racing Team \| + 46 s \| \| \| 4.º \| Jasper Stuyven \| Trek-Segafredo \| + 52 s \| \| \| 5.º \| Michael Valgren \| Astana \| + 1 min 02 s \| \| \| 6.º \| Oliver Naesen \| AG2R La Mondiale \| + 1 min 09 s \| \| \| 7.º \| Lars Boom \| LottoNL-Jumbo \| + 1 min 46 s \| \| \| 8.º \| Peter Sagan \| Bora-Hansgrohe \| + 1 min 48 s \| \| \| 9.º \| Jasha Sütterlin \| Movistar Team \| + 2 min 13 s \| \| \| 10.º \| Philippe Gilbert \| Quick-Step Floors \| + 2 min 15 s \| \| |                   |                   |                  |
| |                   |                   |                  |
| Fuente: ProCyclingStats |                   |                   |                  |
| Clasificación general |                   |                   |                  |
| Ciclista | Ciclista          | Equipo            | Tiempo           |
| 1.º | Tom Dumoulin      | Team Sunweb       | 20 h 27 min 49 s |
| 2.º | Tim Wellens       | Lotto-Soudal      | + 4 s            |
| 3.º | Greg Van Avermaet | BMC Racing Team   | + 46 s           |
| 4.º | Jasper Stuyven    | Trek-Segafredo    | + 52 s           |
| 5.º | Michael Valgren   | Astana            | + 1 min 02 s     |
| 6.º | Oliver Naesen     | AG2R La Mondiale  | + 1 min 09 s     |
| 7.º | Lars Boom         | LottoNL-Jumbo     | + 1 min 46 s     |
| 8.º | Peter Sagan       | Bora-Hansgrohe    | + 1 min 48 s     |
| 9.º | Jasha Sütterlin   | Movistar Team     | + 2 min 13 s     |
| 10.º | Philippe Gilbert  | Quick-Step Floors | + 2 min 15 s     |

### Etapa 7
| \| Clasificación de la etapa \| Clasificación de la etapa \| Clasificación de la etapa \| Clasificación de la etapa \| Clasificación de la etapa \| \| Ciclista \| Ciclista \| Equipo \| Tiempo \| \| \| ------------------------- \| ------------------------- \| ------------------------- \| ------------------------- \| ------------------------- \| \| 1.º \| Jasper Stuyven \| Trek-Segafredo \| 4 h 06 min 48 s \| \| \| 2.º \| Philippe Gilbert \| Quick-Step Floors \| + 1 s \| \| \| 3.º \| Tom Dumoulin \| Team Sunweb \| + 1 s \| \| \| 4.º \| Peter Sagan \| Bora-Hansgrohe \| + 1 s \| \| \| 5.º \| Tiesj Benoot \| Lotto-Soudal \| + 1 s \| \| \| 6.º \| Oliver Naesen \| AG2R La Mondiale \| + 1 s \| \| \| 7.º \| Greg Van Avermaet \| BMC Racing Team \| + 1 s \| \| \| 8.º \| Matthieu Ladagnous \| FDJ \| + 1 s \| \| \| 9.º \| Dion Smith \| Wanty-Groupe Gobert \| + 1 s \| \| \| 10.º \| Dylan van Baarle \| Cannondale-Drapac \| + 1 s \| \| |                    |                     |                 |
| |                    |                     |                 |
| Fuente: ProCyclingStats |                    |                     |                 |
| Clasificación de la etapa |                    |                     |                 |
| Ciclista | Ciclista           | Equipo              | Tiempo          |
| 1.º | Jasper Stuyven     | Trek-Segafredo      | 4 h 06 min 48 s |
| 2.º | Philippe Gilbert   | Quick-Step Floors   | + 1 s           |
| 3.º | Tom Dumoulin       | Team Sunweb         | + 1 s           |
| 4.º | Peter Sagan        | Bora-Hansgrohe      | + 1 s           |
| 5.º | Tiesj Benoot       | Lotto-Soudal        | + 1 s           |
| 6.º | Oliver Naesen      | AG2R La Mondiale    | + 1 s           |
| 7.º | Greg Van Avermaet  | BMC Racing Team     | + 1 s           |
| 8.º | Matthieu Ladagnous | FDJ                 | + 1 s           |
| 9.º | Dion Smith         | Wanty-Groupe Gobert | + 1 s           |
| 10.º | Dylan van Baarle   | Cannondale-Drapac   | + 1 s           |

## Clasificaciones finales
- Las clasificaciones finalizaron de la siguiente forma:[4]

### Clasificación general
| \| Clasificación general \| Clasificación general \| Clasificación general \| Clasificación general \| Clasificación general \| \| Ciclista \| Ciclista \| Equipo \| Tiempo \| \| \| --------------------- \| --------------------- \| --------------------- \| --------------------- \| --------------------- \| \| 1.º \| Tom Dumoulin \| Team Sunweb \| 24 h 34 min 33 s \| \| \| 2.º \| Tim Wellens \| Lotto-Soudal \| + 17 s \| \| \| 3.º \| Jasper Stuyven \| Trek-Segafredo \| + 46 s \| \| \| 4.º \| Greg Van Avermaet \| BMC Racing Team \| + 51 s \| \| \| 5.º \| Oliver Naesen \| AG2R La Mondiale \| + 1 min 14 s \| \| \| 6.º \| Michael Valgren \| Astana \| + 1 min 15 s \| \| \| 7.º \| Peter Sagan \| Bora-Hansgrohe \| + 1 min 53 s \| \| \| 8.º \| Lars Boom \| LottoNL-Jumbo \| + 1 min 59 s \| \| \| 9.º \| Philippe Gilbert \| Quick-Step Floors \| + 2 min 12 s \| \| \| 10.º \| Petr Vakoč \| Quick-Step Floors \| + 2 min 23 s \| \| |                   |                   |                  |
| |                   |                   |                  |
| Fuente: ProCyclingStats |                   |                   |                  |
| Clasificación general |                   |                   |                  |
| Ciclista | Ciclista          | Equipo            | Tiempo           |
| 1.º | Tom Dumoulin      | Team Sunweb       | 24 h 34 min 33 s |
| 2.º | Tim Wellens       | Lotto-Soudal      | + 17 s           |
| 3.º | Jasper Stuyven    | Trek-Segafredo    | + 46 s           |
| 4.º | Greg Van Avermaet | BMC Racing Team   | + 51 s           |
| 5.º | Oliver Naesen     | AG2R La Mondiale  | + 1 min 14 s     |
| 6.º | Michael Valgren   | Astana            | + 1 min 15 s     |
| 7.º | Peter Sagan       | Bora-Hansgrohe    | + 1 min 53 s     |
| 8.º | Lars Boom         | LottoNL-Jumbo     | + 1 min 59 s     |
| 9.º | Philippe Gilbert  | Quick-Step Floors | + 2 min 12 s     |
| 10.º | Petr Vakoč        | Quick-Step Floors | + 2 min 23 s     |

## Evolución de las clasificaciones
| Etapa (Vencedor)          | Clasificación general | Clasificación por puntos | Clasificación de la combatividad | Clasificación por equipos |
| ------------------------- | --------------------- | ------------------------ | -------------------------------- | ------------------------- |
| 1ª etapa (Peter Sagan)    | Peter Sagan           | Peter Sagan              | Piet Allegaert                   | Sport Vlaanderen-Baloise  |
| 2ª etapa (Stefan Küng)    | Stefan Küng           | Stefan Küng              | Piet Allegaert                   | BMC Racing                |
| 3ª etapa (Peter Sagan)    | Stefan Küng           | Peter Sagan              | Piet Allegaert                   | BMC Racing                |
| 4ª etapa (Edward Theuns)  | Stefan Küng           | Peter Sagan              | Piet Allegaert                   | BMC Racing                |
| 5ª etapa (Lars Boom)      | Lars Boom             | Peter Sagan              | Piet Allegaert                   | Quick-Step Floors         |
| 6ª etapa (Tim Wellens)    | Tom Dumoulin          | Peter Sagan              | Piet Allegaert                   | Lotto Soudal              |
| 7ª etapa (Jasper Stuyven) | Tom Dumoulin          | Peter Sagan              | Piet Allegaert                   | Trek-Segafredo            |
| Final                     | Tom Dumoulin          | Peter Sagan              | Piet Allegaert                   | Trek-Segafredo            |

## UCI World Ranking
El BinckBank Tour otorgó puntos para el UCI WorldTour 2017 y el UCI World Ranking, este último para corredores de los equipos en las categorías UCI ProTeam, Profesional Continental y Equipos Continentales. Las siguientes tablas son el baremo de puntuación y los 10 corredores que obtuvieron más puntos:
| Posición              | 1.ª | 2.ª | 3.ª | 4.ª | 5.ª | 6.ª | 7.ª | 8.ª | 9.ª | 10.ª |
| Clasificación general | 400 | 320 | 260 | 220 | 180 | 140 | 120 | 100 | 80  | 68   |
| Por etapa             | 50  | 20  | 8   |     |     |     |     |     |     |      |
| Líder                 | 8   |     |     |     |     |     |     |     |     |      |

| Clasificación | Clasificación     | Clasificación     | Clasificación | Clasificación | Clasificación | Clasificación |
| Posición      | Ciclista          | Equipo            | General       | Etapa         | Líder         | Total         |
| ------------- | ----------------- | ----------------- | ------------- | ------------- | ------------- | ------------- |
| 1.º           | Tom Dumoulin      | Sunweb            | 400           | 36            | 8             | 444           |
| 2.º           | Tim Wellens       | Lotto Soudal      | 320           | 50            | -             | 370           |
| 3.º           | Jasper Stuyven    | Trek-Segafredo    | 260           | 58            | -             | 318           |
| 4.º           | Peter Sagan       | Bora-Hansgrohe    | 120           | 120           | 8             | 248           |
| 5.º           | Greg Van Avermaet | BMC Racing        | 220           | 8             | -             | 228           |
| 6.º           | Oliver Naesen     | Ag2r La Mondiale  | 180           | -             | -             | 180           |
| 7.º           | Lars Boom         | LottoNL-Jumbo     | 100           | 50            | 8             | 158           |
| 8.º           | Michael Valgren   | Astana            | 140           | -             | -             | 140           |
| 9.º           | Philippe Gilbert  | Quick-Step Floors | 80            | 20            | -             | 100           |
| 10.º          | Edward Theuns     | Trek-Segafredo    | 28            | 70            | -             | 98            |